# Штурм Гродно (1708)
Штурм Гродно (швед. Slaget vid Grodno) – одно из сражений Северной войны. Штурм был предпринят 7 февраля 1708 года шведскими войсками Карла XII и завершился взятием шведами города.

## Предыстория
В начале своего похода в Россию Карл XII получил сведения, что Пётр I занял город Гродно, после чего Карл и его фельдмаршал Карл Густав Реншильд отправились к Гродно с кавалерийским авангардом численностью 800 (по другим данным 600) человек. Гарнизон города насчитывал 9 тысяч человек, из них 2 тысячи охраняли мост через реку Неман, ведущий к городу.

## Ход битвы
Карл XII во главе своего кавалерийского авангарда начал битву, вступив в бой с русскими солдатами у моста и лично убив нескольких своих противников. После короткой, но ожесточённой схватки русские войска отступили в город. Известие о вторжении шведов создало у Петра I ложное впечатление, что к городу подошла вся шведская армия, и он принял решение оставить город и отступить к Березине. Из-за предательства бригадира Мюленфельса мост, который вёл в Гродно, не был разрушен, и менее через два часа Карл XII почти без боя занял город.
Однако когда Пётр выяснил, насколько мал шведский авангард, он немедленно отправил 3 тысячи кавалеристов против шведов, ожидая, что они сумеют отбить город и, если возможно, захватить шведского короля. Было принято решение атаковать ночью. Русская кавалерия опрокинула встречные пикеты и достигла ворот города. Однако 30 шведских гвардейцев, стоявших в карауле, подняли тревогу и вступили в бой, что дало возможность остальным войскам подготовиться и встретить противника. В ходе боя на улицах города один из драгунов пытался выстрелить в шведского короля, но его ружьё дало осечку.
Очередной бой закончился тем, что шведы отразили атаку: русские оставили множество убитых и раненых в городе. Кавалерийский отряд с большим трудом оторвался от преследователей, и Пётр вынужден был отступить за Березину. Карл XII же остановился на зимовку у Сморгони.

### На русском
- А. Литвина. Российская историческая хронология. — Directmedia, 2013.
- Николай Шефов. Битвы России. Военно-историческая библиотека. — М., 2002.

### На других языках
- Tony Jaques. Dictionary of Battles and Sieges: F-O. — Greenwood Publishing Group, 2007. — С. 411. — ISBN 978-0-313-33538-9.
- Angus Konstam. Peter the Great's Army (1): Infantry. — Osprey Publishing, 1993. — С. 7. — ISBN 978-1-85532-315-5.
- Peter From. Katastrofen vid Poltava. — Lund: Historiska media, 2007.